# Campionati del mondo di ciclismo su strada 1997 - Gara in linea maschile Under-23
La gara in linea maschile Under-23 dei Campionati del mondo di ciclismo su strada 1997 è stata corsa l'11 ottobre in Spagna, nei dintorni di San Sebastián, su un percorso totale di 162 km. La medaglia d'oro è stata vinta dal norvegese Kurt Asle Arvesen con il tempo di 3h46'28", alla media di 42,92 km/h, l'argento allo spagnolo Óscar Freire e a completare il podio l'austriaco Gerrit Glomser.
Partenza con 153 ciclisti.

## Squadre e corridori partecipanti
| N.    | Cod. | Squadra         |
| ----- | ---- | --------------- |
| 1-7   | ITA  | Italia          |
| 8-10  | CZE  | Repubblica Ceca |
| 11-15 | SUI  | Svizzera        |
| 16-21 | COL  | Colombia        |
| 22-23 | CAN  | Canada          |
| 24-28 | GER  | Germania        |
| 29-33 | RUS  | Russia          |
| 34-36 | DEN  | Danimarca       |
| 37-41 | ESP  | Spagna          |
| 42-45 | NZL  | Nuova Zelanda   |
| 46-50 | FRA  | Francia         |
| 51-55 | AUT  | Austria         |
| 56-60 | SVN  | Slovenia        |
| 61-65 | AUS  | Australia       |
| 66-70 | BEL  | Belgio          |
| 71-72 | BRA  | Brasile         |
| 73    | LIE  | Liechtenstein   |
| 74-78 | NLD  | Paesi Bassi     |
| 79-81 | YUG  | Yugoslavia      |
| 82    | LAT  | Lettonia        |
| 83    | SWE  | Svezia          |

| N.      | Cod. | Squadra     |
| ------- | ---- | ----------- |
| 84-85   | TUR  | Turchia     |
| 86-89   | HUN  | Ungheria    |
| 90-93   | UKR  | Ukraina     |
| 94-97   | NOR  | Norvegia    |
| 98-99   | CRO  | Croazia     |
| 100     | VEN  | Venezuela   |
| 101-102 | MEX  | Messico     |
| 103-105 | ARG  | Argentina   |
| 106-109 | PRT  | Portogallo  |
| 110-113 | USA  | Stati Uniti |
| 114-118 | LUX  | Lussemburgo |
| 119-123 | GBR  | Regno Unito |
| 124-128 | RSA  | Sud Africa  |
| 129-131 | SVK  | Slovacchia  |
| 132-136 | IRL  | Irlanda     |
| 137-139 | JPN  | Giappone    |
| 140-141 | BLR  | Bielorussia |
| 142-143 | MDA  | Moldavia    |
| 144-146 | EGY  | Egitto      |
| 147-149 | EST  | Estonia     |
| 150-153 | POL  | Polonia     |

## Ordine d'arrivo (Top 10)
| Pos. | Corridore           | Squadra     | Tempo    |
| ---- | ------------------- | ----------- | -------- |
| 1    | Kurt Asle Arvesen   | Norvegia    | 3h46'28" |
| 2    | Óscar Freire        | Spagna      | s.t.     |
| 3    | Gerrit Glomser      | Austria     | s.t.     |
| 4    | René Haselbacher    | Austria     | s.t.     |
| 5    | Andrej Hauptman     | Slovenia    | s.t.     |
| 6    | Danilo Di Luca      | Italia      | s.t.     |
| 7    | Francisco Mancebo   | Spagna      | s.t.     |
| 8    | Sergej Borodoulin   | Bielorussia | s.t.     |
| 9    | Salvatore Commesso  | Italia      | s.t.     |
| 10   | Raivis Belohvoščiks | Lettonia    | s.t.     |